# Marius Nakken

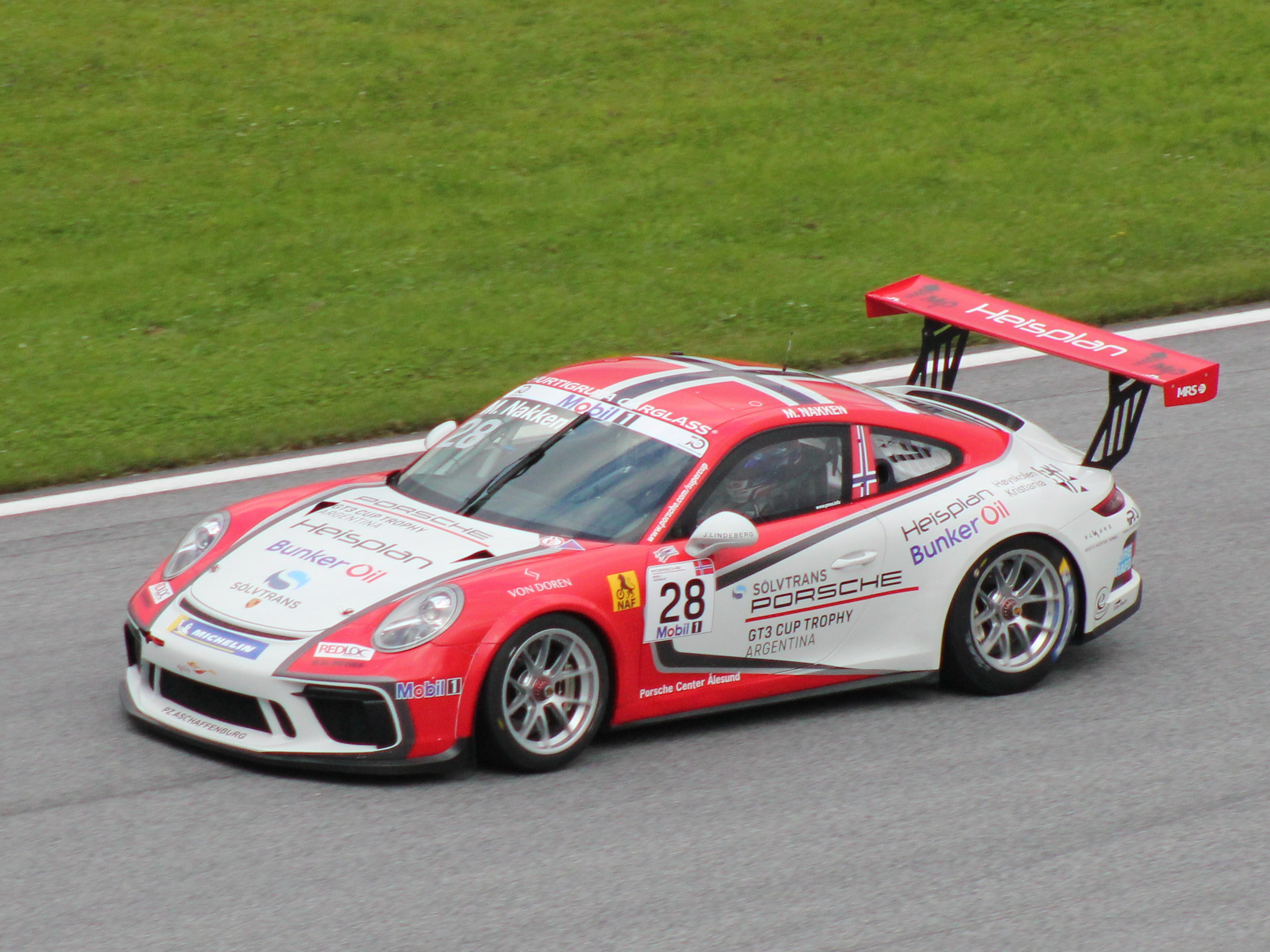
Marius Nakken beim Rennen zum Porsche Supercup 2018 auf dem Red Bull Ring

Marius Johann Nakken  (* 2. Dezember 1993) ist ein norwegischer Automobilrennfahrer.

## Karriere
Marius Nakken fuhr von 2007 bis 2010 in Norwegen und in internationalen Wettbewerben Kartrennen. Seine beste Platzierung, einen Vizemeistertitel, erzielte er 2008 in der Norwegischen Kartmeisterschaft in der KF3-Klasse.
Danach wechselte er zur Dänischen Thundersport Meisterschaft, in der er von 2012 bis 2016 mit einem Chevrolet Camaro antrat. Seine beste Platzierung in dieser Rennserie erreichte er 2013 und 2014 jeweils mit einem vierten Platz im Gesamtklassement.
Parallel dazu fuhr er 2014 einige Rennen in der V8 Thunder Cars Schweden und in der V8 Thunder Cars NEZ. In der letzteren Serie wurde er Zweiter zum Saisonende.
Mit der Saison 2017 stieg er bei den Porsche-Markenpokalen ein. 2017 und 2018 trat er mit dem Team MRS GT-Racing im Porsche Carrera Cup Deutschland an und belegte dort in seinem zweiten Jahr den zehnten Rang in der Meisterschaft.
Von 2018 bis 2021 fuhr er im Porsche Supercup. Seine beste Gesamtplatzierung erzielte er 2020 mit dem 12. Rang.
2020 ging er beim Porsche Mobil 1 Supercup Virtual Edition an den Start und wurde Sechster in dieser Simracing-Rennserie.
Nakken fuhr 2017 für MRS GT-Racing mit einem Porsche 911 GT3 Cup (Typ 991) ein Langstreckenrennen in der 24H Series. Dieses beendete er mit dem siebten Platz in der 991-Wertung.